# Traque en série
Traque en série (Den som dræber) est une série télévisée danoise en douze épisodes de 55 minutes créée par Elsebeth Egholm et diffusée entre le 13 mars 2011 et le 15 mai 2011 sur TV 2 Danmark. Elle est conclue en 2012 par un film de 92 minutes projeté au cinéma sous le titre Fortidens skygge.
En France, la série est diffusée à partir du 10 octobre 2013 sur Arte (en dix épisodes de 45 minutes) et en Suisse sur RTS Un.
Elle a été adaptée aux États-Unis et diffusée sur A&E depuis le 3 mars 2014 sous le titre Those Who Kill avec Chloë Sevigny et James D'Arcy.

## Synopsis
Les enquêtes d'une unité spéciale de la police de Copenhague qui traque sans répit les meurtriers en série.

## Distribution
- Laura Bach (da) (VF : Laurence Dourlens) : Katrine Ries Jensen
- Jakob Cedergren (VF : Guillaume Lebon) : Thomas Schaeffer
- Lars Mikkelsen (VF : Bernard Bollet) : Magnus Bisgaard
- Lærke Winther Andersen : Mia Vogelsang
- Frederik Meldal Nørgaard (da) (VF : Maurice Decoster) : Stig Molbeck
- Iben Dorner (da) (VF : Gaëlle Savary) : Benedicte Schaeffer
- Carsten Bjørnlund (VF : Eric Aubrahn) : Adam Krogh (épisode Liget i skoven)
- David Dencik (VF : Guillaume Bourboulon) : Lars Werner (épisode Utopia)
- Stine Stengade (VF : Marjorie Frantz) : Andrea Lorck (épisode Utopia)
- Ulrich Thomsen : Martin Høegh (épisode Ondt blod)
- Kim Bodnia : Jakov (épisode Øje for øje)
- Thomas Levin (da) (VF : Cédric Dumond) : David (épisode Øje for øje)
- Alexandre Willaume (VF : Jérôme Rebbot) : Simon (épisode Dødens kabale)
- Marie Askehave (VF : Virginie Ledieu) : Maria (épisode Dødens kabale)
- Mille Dinesen (VF : Ariane Deviègue) : Signe (épisode Dødens kabale)

- Simon Kvamm : Kristian Almen (film Fortidens skygge)
- Lars Ranthe : Sørensen (film Fortidens skygge)

## Épisodes
Chaque épisode est divisé en deux parties.
1. Le cadavre dans les bois (Liget i skoven)
2. Utopia (Utopia)
3. Mauvais Sang (Ondt blod)
4. Œil pour œil (Øje for øje)
5. Jeu mortel
6. L'Ombre du passé (Fortidens skygge)
7. (Dødens kabale)

Fortidens skygge (film de conclusion de 92 minutes)